# Preuschdorf

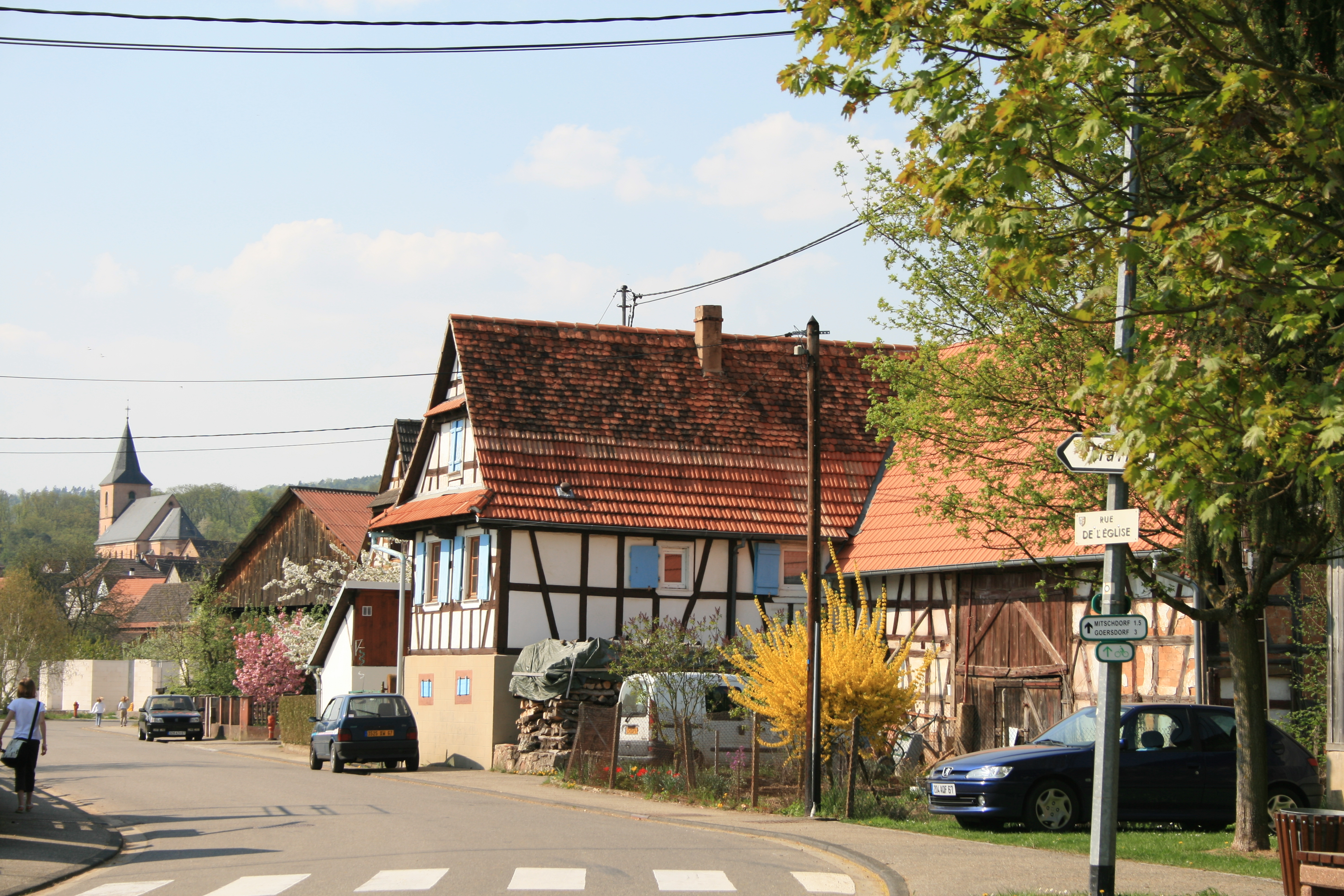
Preuschdorf

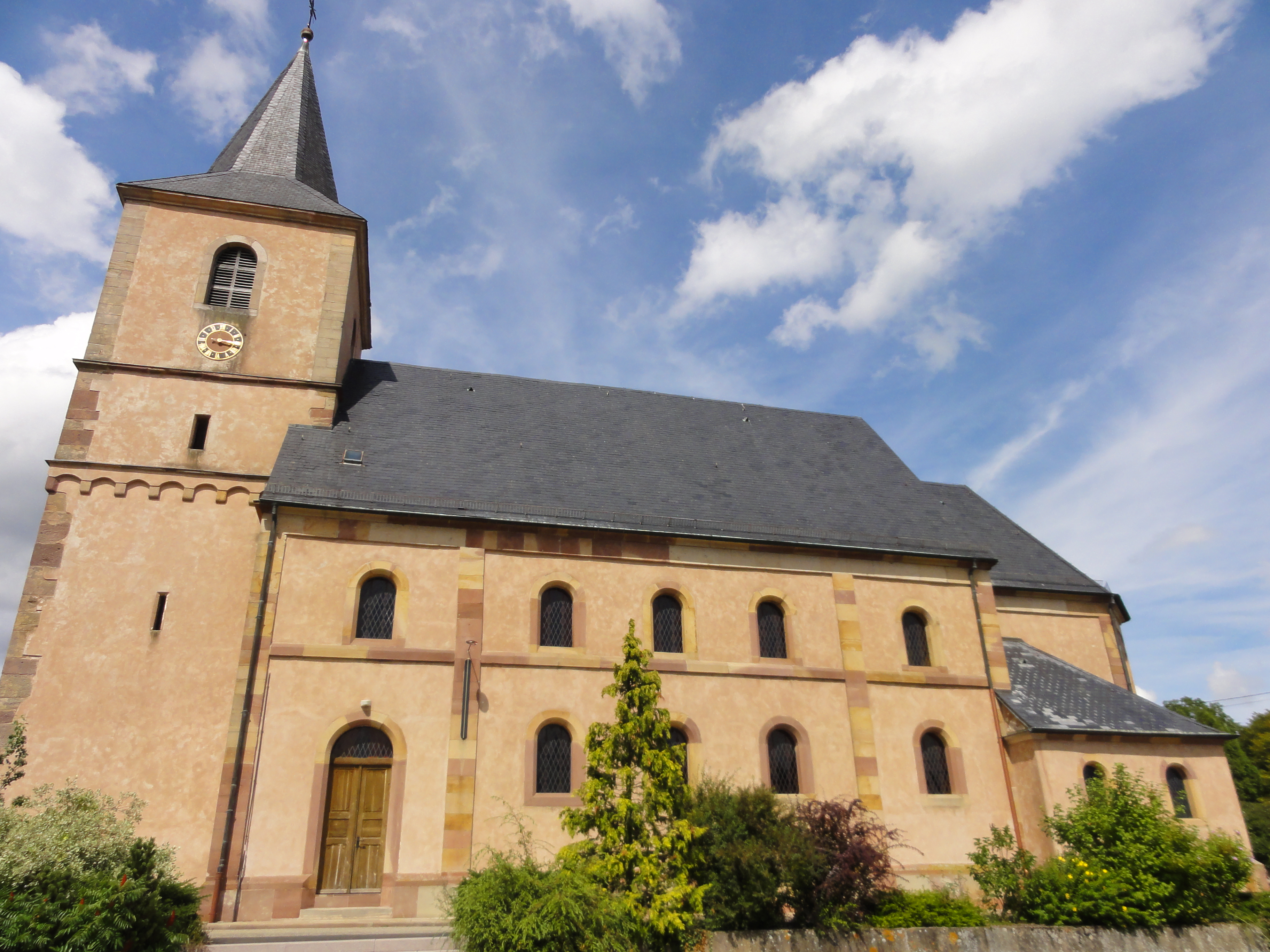
Simultankirche St. Adelphe

Preuschdorf ist eine französische Gemeinde mit 895 Einwohnern (Stand 1. Januar 2021) im Département Bas-Rhin in der Europäischen Gebietskörperschaft Elsass und in der Region Grand Est. Preuschdorf ist Mitglied des Gemeindeverbandes Communauté de communes Sauer-Pechelbronn.

## Geografie
Die Gemeinde liegt im Gebiet der in Frankreich so genannten Nordvogesen und hat einen Anteil am dortigen Naturpark, dem Biosphärenreservat Pfälzerwald-Vosges du Nord.

## Geschichte

### Mittelalter
Wohl in keinem zweiten Ort erhielt das Kloster Weißenburg so viele Schenkungen: Zwischen 719 und 985 sind in den "Traditiones" und im "Liber Possessionum" insgesamt 29 Schenkungen verzeichnet! Es begann im Jahr 719 mit einem Gut in "Bruningouilare" (Quelle: TradWiz 045) und endete 985 mit einer Gabe in "Briningeswilare" (Quelle: LP 311). Alle diese Schenkungen sind in der elektronischen Datenbank "Regnum Francorum online" aufgelistet. In den Jahren 742, 757, 766, 772, 784 und 790 konnten je zwei Schenkungen verzeichnet werden. Was aus diesen vielen Gütern geworden ist, müssen die Historiker noch erforschen.
Preuschdorf wurde im 11. oder 12. Jahrhundert ein Lehen des Reiches an die Herren von Lichtenberg. Sie hatten es 1332 teilweise von den Herren von Ötingen, den Landgrafen im Elsass, gekauft, 1337 den Anteil des Johann Puller (ein Drittel) an dem Dorf. In der Herrschaft Lichtenberg war Preuschdorf dem Amt Wörth zugeordnet, das im 13. Jahrhundert entstanden war. Als 1480 mit Jakob von Lichtenberg das letzte männliche Mitglied des Hauses verstarb, wurde das Erbe zwischen seinen beiden Nichten, Anna und Elisabeth, geteilt. Anna hatte Graf Philipp IV. von Hanau (1514–1590) geheiratet, Elisabeth von Lichtenberg (* 1444; † 1495) Simon IV. Wecker von Zweibrücken-Bitsch. Das Amt Wörth – und damit auch Preuschdorf – kamen bei der Teilung zur Grafschaft  Zweibrücken-Bitsch.

### Neuzeit
1570 kam es zu einem weiteren Erbfall, der das Amt Wörth zur Grafschaft Hanau-Lichtenberg brachte: Graf Jakob von Zweibrücken-Bitsch (* 1510; † 1570) und sein schon 1540 verstorbener Bruder Simon V. Wecker hinterließen nur jeweils eine Tochter als Erbin. Die Tochter des Grafen Jakob, Margarethe (* 1540; † 1569), war mit Philipp V. von Hanau-Lichtenberg (* 1541; † 1599) verheiratet. Zu dem sich aus dieser Konstellation ergebenden Erbe zählte auch die zweite, nicht bereits durch Hanau-Lichtenberg regierte, Hälfte der ehemaligen Herrschaft Lichtenberg. Philipp V. von Hanau-Lichtenberg führte in den ererbten Gebieten sofort die Reformation durch, die wie sein übriges Herrschaftsgebiet nun lutherisch wurden.
Mit der Reunionspolitik Frankreichs unter König Ludwig XIV. kamen das Amt Wörth und Preuschdorf unter französische Oberhoheit. Nach dem Tod des letzten Hanauer Grafen, Johann Reinhard III., fiel das Erbe – und damit auch Preuschdorf – 1736 an den Sohn seiner einzigen Tochter, Charlotte, den Erbprinzen und späteren Landgrafen Ludwig (IX.) von Hessen-Darmstadt. Mit dem durch die Französische Revolution begonnenen Umbruch wurde das Amt Wörth Bestandteil Frankreichs und in den folgenden Verwaltungsreformen aufgelöst.

### Bevölkerungsentwicklung
| Jahr      | 1962 | 1968 | 1975 | 1982 | 1990 | 1999 | 2007 | 2017 |
| Einwohner | 786  | 810  | 864  | 882  | 875  | 869  | 960  | 891  |